# Mijnheer de Groot sterft
Mijnheer de Groot sterft is een hoorspel van Will Barnard. De NCRV zond het uit op maandag 8 februari 1960 (met een herhaling op vrijdag 2 augustus 1968). De regisseur was Johan Bodegraven. De uitzending duurde 54 minuten.

## Rolbezetting
- Gerrit Vonk (omroeper)
- Joop Reinboud (nieuwslezer)
- Herman Felderhof (radioreporter)
- Jacques Snoek (proloogspreker & stem)
- Gijsbert Tersteeg (Dood)
- Peter Aryans (Elckerlijc)
- Dogi Rugani (Geld)
- Jan van Ees (Tijd)
- Johan Bodegraven (regisseur)
- Hans Veerman (inspiciënt)
- Rien van Noppen (Ferdinand de Groot)
- Eva Janssen (Frieda de Groot-Romeyn)
- Dick van ’t Sant (Willem de Groot, hun zoon)
- Corry van der Linden (Ina de Groot, hun dochter)
- Tine Medema (mevrouw Romeyn, moeder van Frieda)
- Thom Hakker (bierdrager)
- Dries Krijn (dokter)

## Inhoud
In dit moderne Bijbelse hoorspel wordt de luisteraar zoals bij de 15de-eeuwse moraliteit Elckerlyc herinnerd aan het uur van de dood. God zendt de Dood uit om Elckerlyc - dit is ieder mens - te waarschuwen dat hij een pelgrimage moet ondernemen waarvan niemand kan terugkeren. Een radioregisseur is in de studio juist begonnen met een live-uitzending van Elckerlyc wanneer zich na de proloogspreker de stem van de 'tijd' verheft en wijst op de betrekkelijkheid van aardse bezittingen, personen en bestaan. In dit spel spreekt de 'tijd' met een luisteraar, een bekende industrieel Ferdinand de Groot, directeur van de Verenigde Staalfabrieken. Hij is hier de moderne Elckerlyc, die voor niemand tijd heeft. Tien jaar geleden niet, drie jaar geleden niet, 's morgens, 's middags en 's avonds niet. En zoals Elckerlyc steeds zijn bezittingen zeer bemind heeft, is ook Mijnheer de Groot als een verbetene gehecht aan geld en goed. Maar spoedig is bij Mijnheer de Groot zelf de 'tijd' afgelopen...